# Kraszkó Zita
Kraszkó Zita (Szeged, 1979. július 28. –) magyar műsorvezető, színésznő, művészettörténész, személyiségfejlesztő-tréner.

## Élete
A Szegedi Tudományegyetemen végzett rajz-művészettörténet szakon, majd ugyanott elvégezte a kommunikáció szakot is. Később az Iparművészeti Egyetem video-animáció művésztanár szakára járt, de inkább a kamera másik oldala érdekelte. 2007 és 2009 között a Jazzy Rádió műsorvezetője volt. Játszott a Krétakör Színházban és tagja volt a Grund Improvizációs Színháznak. Improvizációs trénerként a Beugró és Dumaszínház fellépőit is tanította.
A Dunán 2015-ben a Balatoni Nyár műsorvezetőjeként dolgozott, 2016-tól pedig az Oscar-gála magyar műsorának műsorvezetője volt. 2016-tól egy évad erejéig a Magyarország, szeretlek! piros csapatának csapatkapitánya volt. 2017-ben a közmédia Itthon vagy! Magyarország, szeretlek! elnevezésű tematikus napjának az egyik műsorvezetője volt. 2018. december 1-től 2019. február 9-ig a SzerencseSzombat című műsort vezette, ahol a szülési szabadságon lévő Mák Katát helyettesítette.